# Dante's Inferno (1924)
Dante's Inferno is een Amerikaanse stomme dramafilm uit 1924, geregisseerd door Henry Otto. Het werd uitgebracht door Fox Film Corporation en is gabasseerd op Dante Alighieri's Goddelijke komedie. De film combineert ook verhaalelementen van Charles Dickens' A Christmas Carol. Sommige oorspronkelijke afdrukken van deze film hadden de scènes in de hel getint in rood.

## Plot
De tactieken van een kwaadaardige huisjesmelker en hebzuchtige zakenman drijven uiteindelijk een ontroostbare man tot zelfmoord. De zakenman wordt berecht voor moord, geëxecuteerd en vervolgens snel meegenomen door demonen naar de Hel, waar hij de rest van de eeuwigheid zal doorbrengen.